# Петра Шлицер
Петра Шлицер (Клагенфурт, 1975) је била аустријска кајакашица на мирним и дивљим водама. Такмичила се од прве половине 1990-их година до завршетка каријере 2007. године у свим дисциплинама кајака једноседа (К-1) и двоседа К-2). 
Од почетка је учествовала у вожњи кајака једноседа у спусту на дивљим водама. На Светском првенству у кајаку и кануу 1996. у Ландеку (Аустрија) освојила је бронзану медаљу у дисцилплини спуст К-1 екипно. Поред ње у екипи су биле Урсула Профантер и Габријеле Холерит
Од 2000. прелази на такмичења на мирним водама и до 2004. веслала је у свим дисциплинама кајака једноседа. На већини великих међународних такмичења пласирала се у А финале, али никад није освојила медаљу. Од 2004. веслала је у пару са Викторијом Шварц са којом је од 10 А финала у дисциплинама К-2 200 м и К-2 500 м на светским и европским првенствима само 2005. у Загребу, освојила сребрну медаљу.
Године 2006. добила је сребрну медаљу за заслуге у спорту, коју додељује Република Аустрија.